# Conjunto conexo
Conjunto conexo, em Teoria dos conjuntos numéricos, é o que não pode ser dividido em apenas dois subconjuntos fechados que não tenham nenhum ponto comum. Ou seja, podemos dizer que um espaço é conexo se pode passar de um ponto qualquer deste espaço para qualquer outro ponto distinto por um movimento contínuo, sem sair dele.
| Roman A       | Letras i e j minúsculas, com pontos em vermelho                                                     |
| ------------- | --------------------------------------------------------------------------------------------------- |
| Espaço conexo | Dois espaços desconexos (é impossível ir da letra propriamente dita até o ponto sem sair do espaço) |

## Definição
Mais formalmente podemos definir conjunto conexo da seguinte forma: Diz-se que um conjunto E em um espaço métrico X é conexo se não existem em X dois subconjuntos A e B abertos e disjuntos tais que {\displaystyle A\cap E\neq \emptyset }, {\displaystyle B\cap E\neq \emptyset } e {\displaystyle E\subset A\cup B}. 
Também pode-se definir conjunto desconexo, sendo este um conjunto E que satisfaz às seguintes condições: 
- {\displaystyle E=E_{1}\cup E_{2}} com {\displaystyle E_{1}} e {\displaystyle E_{2}} não vazios
- {\displaystyle {\bar {E_{1}}}\cap E_{2}=\emptyset }
- {\displaystyle E_{1}\cap {\bar {E_{2}}}=\emptyset }

Nesse caso um conjunto é dito conexo quando ele não é desconexo. Lembramos aqui que a notação {\displaystyle {\bar {A}}} representa o fecho do conjunto A.
Faz sentido também falarmos de espaços conexos, sendo estes espaços que não são a reunião de dois conjuntos abertos disjuntos não vazios, ou seja, um espaço é conexo se admite apenas cisão trivial.

## Teoremas

### Teorema 1
Dados dois conjuntos B e C, então {\displaystyle {\bar {B}}\cap C={\bar {C}}\cap B=\emptyset } se e somente se existem F e G abertos tais que {\displaystyle B\subset F}, {\displaystyle C\subset G} e {\displaystyle F\cap G=\emptyset }.

### Teorema 2
Um subconjunto E da reta real {\displaystyle \mathbb {R} } é conexo se, e somente se, E tem a seguinte propriedade: Se {\displaystyle x\in E}, {\displaystyle y\in E} e {\displaystyle x<z<y}, então {\displaystyle z\in E}.

#### Corolário
Todo os conjuntos conexos da reta são intervalos.

### Teorema 3
A imagem de um conjunto conexo por uma aplicação contínua é um conjunto conexo (é um invariante topológico).

### Teorema 4
O fecho de um conjunto conexo é conexo.

### Teorema 5
O produto cartesiano de espaços métricos {\displaystyle M=M_{1}\times \cdots \times M_{n}}é conexo se, e somente se, cada fator {\displaystyle M_{i}} é conexo.

## Exemplos e observações
- O cilindro C={{\displaystyle {(x,y,z)\in \mathbb {R} ^{3}:x^{2}+y^{2}=1}}} é homeomorfo ao produto cartesiano {\displaystyle [0,2\pi )\times (\infty ,-\infty )}. Como {\displaystyle [0,2\pi )\times (\infty ,-\infty )} são intervalos, eles são conexos; portanto, o produto cartesiano é conexo e a imagem C de uma aplicação homeomórfica é também um conjunto conexo. Conclui-se, então, que C é um conjunto conexo.
- Um conjunto conexo, se for complementarmente conjunto compacto, definirá um conjunto contínuo.
- Os conjuntos {\displaystyle \mathbb {N} ,\mathbb {Z} } e {\displaystyle \mathbb {Q} } são desconexos.